# Масове вбивство в графстві Камбрія
Масове вбивство в графстві Камбрія — інцидент, що стався 2 червня 2010 року, одне з найбільших масових вбивств у Великій Британії.
Деррік Берд (англ. Derrick Bird), 52-річний британський таксист, застрелив 12 осіб, поранив 10, після чого покінчив життя самогубством.

## Біографія вбивці
Деррік Берд народився 27 листопада 1957 року в один день зі своїм братом-близнюком Девідом в сім'ї Джозефа і Мері Берд. Останні 3 роки Деррік жив один, після того як в 2007 році розлучився з дружиною. У нього було два сини і внук. Працював Деррік водієм таксі . Він був членом мисливського клубу, що дозволило йому придбати в 1995 році дробовик, а в кінці 2005 року і напівавтоматичну гвинтівку 22-го калібру. Відомо, що в 1990 році він був засуджений на 12 місяців умовно за крадіжку з заводу. Можливо, пізніше це вплинуло на вчинений ним злочин (троє із загиблих були працівниками цього заводу).
Знали Берда характеризують його як спокійну і врівноважену людину, яка і «мухи не образить». Деррік захоплювався вогнепальною зброєю і плаванням, працював таксистом понад 20 років.

## Хронологія
Передбачається, що перші три вбивства були скоєні цілеспрямовано. 2 червня 2010 року близько 10:20 В будинку у Дерріка зібралися сімейний адвокат, 60-річний Кевін Каммонз, і брат-близнюк Дерріка — Девід. Раптово під час ділової розмови Деррік сказився, пішов в іншу кімнату, через хвилину він повернувся з помповим дробовиком 12-го калібру. Він вистрілив брату в груди, який сидів за столом, убивши його на місці. Кевін спробував втекти, але отримав поранення в спину і теж впав замертво.
Після чого Деррік взяв напівавтоматичну гвинтівку і дробовик, а також близько 100 патронів до них, сів в свою машину і поїхав до дому свого друга, 43-річного Даррена Рукасла. Зупинивши машину, він піднявся на ґанок будинку одного і подзвонив у двері. О 10:33 він застрелив Рукасла з напівавтоматичного гвинтівки. Після цього він повернувся в машину і поїхав по місту, стріляючи в кожного, хто йому попадався. Так він їздив до 12:30, після чого виїхав за місто і застрелився з напівавтоматичної гвинтівки близько 12:40 за місцевим часом в 24 кілометрах від міста в одному з лісових масивів. О 13:40 тіло Берда було виявлено поліцією.

## Наслідки
О 14:00 поліція офіційно підтвердила смерть стрілка. В результаті стрілянини загинули 13 людей (включаючи нападника) і 25 осіб отримали поранення.

### Загиблі
1. Девід Берд. 52 роки. Брат. Поранення — грудна клітка.
2. Кевін Каммонз. 60 років. Адвокат. Поранення — верхня частина спини.
3. Даррен Рукасл. 43 роки. Друг. Поранення — голова, плече.
4. Сьюзен Хьюз. 57 років. Перехожа. Поранення — голова, шия.
5. Кеннет Фішберн. 71 рік. Перехожий. Поранення — шия, живіт.
6. Дженніфер Джексон. 68 років. Перехожа. Поранення — голова.
7. Джеймс Джексон. 67 років. Перехожий. Чоловік Дженніфер. Поранення — груди, рука.
8. Айзек Діксон. 65 років. Перехожий. Поранення — груди, живіт.
9. Геррі Пёрдхем. 31 рік. Перехожий. Поранення — нога, живіт.
10. Джеймі Кларк. 23 роки. Перехожий. Поранення — нога, голова.
11. Майкл Пайк. 64 роки. Перехожий. Поранення — рука, обличчя.
12. Джейн Робінсон. 66 років. Перехожа. Поранення — шия, груди, голова, плече.
13. Деррік Берд. 52 роки. Нападник. Наклав на себе руки. Поранення — голова.

## Можливі мотиви
Висловлювалися припущення, що причиною вчинку Берда могли бути сварки через заповіт або проблеми з податковими органами.
Не слід виключати факт, що кращий друг Берда — Даррен Рукасл був убитий цілеспрямовано. Можливо, Деррік колись затаїв образу на Даррена, через якого у Дерріка зірвалися відносини з тайською дівчиною, з якою він познайомився в середині 2008 року, коли відпочивав на курорті. Також відомо, що у Берда були проблеми з податковою службою, і він дуже побоювався суду. Крім того, мотивом могла послужити сварка з братом через заповіт.